# Jean Heuzé
Pour les articles homonymes, voir Heuzé.
Jean Prosper Heuzé  né le 16 novembre 1893 dans le 11e arrondissement de Paris et mort le 11 juin 1948 à Neuilly-sur-Seine, est un acteur de théâtre et de cinéma français.

## Biographie
Fils d'épiciers du boulevard Voltaire, Jean Heuzé fut d'abord représentant de commerce avant d'entamer une carrière d'acteur au théâtre puis au cinéma au début des années 1920.
Il joue un dernier rôle dans le film Le Destin exécrable de Guillemette Babin de Guillaume Radot sorti sur les écrans en octobre 1948. Il meurt quelques mois avant la sortie du film à l'âge de 54 ans.

## Filmographie
- 1923 : L'Affaire du courrier de Lyon de Léon Poirier : Legrand
- 1928 : Pas si bête d'André Berthomieu
- 1931 : Gagne ta vie d'André Berthomieu
- 1931 : La Croix du sud d'André Hugon : le lieutenant Darsène
- 1932 : Le Marchand de sable d'André Hugon : le lieutenant Varnière
- 1932 : Criminel de Jack Forrester
- 1934 : Les Nuits moscovites d'Alexis Granowsky : le lieutenant Pétrovsky
- 1935 : L'Équipage d'Anatole Litvak : Berthier
- 1936 : Les Deux Gosses de Fernand Rivers : l'ordonnance Brisquet
- 1937 : Le Choc en retour de Georges Monca et Maurice Kéroul : Henri Demay
- 1938 : Ramuntcho de René Barberis : un officier
- 1938 : Le Capitaine Benoît de Maurice de Canonge : un officier
- 1938 : L'Inconnue de Monte-Carlo d'André Berthomieu : le détective
- 1938 : Terre de feu de Marcel L'Herbier : le directeur de l'opéra
- 1938 : Eusèbe député d'André Berthomieu
- 1939 : Terre de feu (Terra di fuoco) de Giorgio Ferroni et Marcel L'Herbier, version italienne du précédent : le directeur de l'opéra
- 1939 : Les Trois Tambours de Maurice de Canonge
- 1940 : L'Or du Cristobal de Jean Stelli : le lieutenant Saunier
- 1939 : Le Monde en arme de Jean Oser
- 1940 : Après Mein Kampf, mes crimes d'Alexandre Ryder : le capitaine autrichien
- 1940 : La Fille du puisatier de Marcel Pagnol : le capitaine aviateur
- 1941 : Il était un foie, court métrage de Michel Dulud
- 1941 : Le Club des soupirants de Maurice Gleize
- 1941 : La Neige sur les pas d'André Berthomieu
- 1941 : La Troisième Dalle de Michel Dulud : le lieutenant de gendarmerie
- 1942 : Les Petits Riens de Raymond Leboursier
- 1946 : 120, rue de la gare de Jacques Daniel-Norman : Gérard Lafalaise
- 1946 : Rouletabille, film en 2 époques de Christian Chamborant : le directeur du journal
- 1946 : Martin Roumagnac de Georges Lacombe : le procureur
- 1947 : Brigade criminelle de Gilbert Gil : le directeur
- 1947 : L'Amour autour de la maison de Pierre de Hérain : Norière
- 1948 : Les amoureux sont seuls au monde d'Henri Decoin : un critique musical
- 1948 : Le Destin exécrable de Guillemette Babin de Guillaume Radot : le prieur de Saint-Geniest

## Théâtre
- 1920 : Madame Sans-Gêne, comédie historique en 3 actes de Victorien Sardou et Émile Moreau, au théâtre de la Porte-Saint-Martin : Vabontrain
- 1922 : La Flamme, pièce de Charles Méré, mise en scène d'Henry Hertz et Jean Coquelin, au théâtre de l'Ambigu-Comique (19 janvier) : Jean de Cerneuil
- 1922 : Le Vertige, pièce de Charles Méré, mise en scène d'André Brulé, au théâtre de Paris (8 novembre) : le gérant
- 1923 : L'Esclave errante, pièce d'Henry Kistemaeckers, au théâtre de Paris (5 octobre) : Schultz
- 1924 : La Flambée, pièce d'Henry Kistemaeckers, au théâtre de Paris (février) : le procureur de la République
- 1926 : L'Animateur, pièce en 3 actes d'Henry Bataille, mise en scène d'Harry Baur, au théâtre de Paris (janvier) : Wheil
- 1933 : Le Document R 17, pièce policière d'Alfred Gragnon et Pierre Derive, au théâtre de la Scala (juin)
- 1935 : L'Énigmatique Gentleman, pièce de Charles Morgan, mise en scène d'Alfred Gragnon, au théâtre des Capucines
- 1935 : L'Étrange Nuit de Rockland, pièce de Howard Irving Young, au théâtre des Deux-Masques
- 1948 : Le Voyageur sans bagages, pièce en 5 tableaux de Jean Anouilh, mise en scène de Pierre Fresnay, musique de Léo Preger, au Centre dramatique de l'Est de Colmar.

## Distinctions
- Croix de guerre 1914-1918 avec étoile d'argent (1915)
- Médaille interalliée 1914-1918 (1935)